# رياض الترك
رياض الترك (1930- 2024 م) معارض سياسي شيوعي سوري، وحقوقي محام. تقلَّد منصبَ الأمين العام في الحزب الشيوعي السوري المنشق (المكتب السياسي) منذ تأسيسه، ورئيس حزب الشعب الديمقراطي السوري، ويُعَدُّ أحدَ أبرز الشخصيات المعارضة السورية منذ ثمانينيات القرن العشرين. اعتُقل في عهد أديب الشيشكلي، وعهد جمال عبد الناصر زمن الوحدة، وفي عهد حافظ الأسد، وعهد بشار الأسد، ولقِّب بـ مانديلا سورية.

## سيرته
ولد رياض الترك في حِمص عام 1930م، وتعود بدايات نضاله إلى أيام دراسته في كلية الحقوق، فبعد انضمامه إلى الحزب الشيوعي السوري اعتُقل عام 1952م، في عهد أديب الشيشكلي، وصار الترك أحدَ الكتَّاب في جريدة الحزب «النور» ومنظرَ الحزب الرئيس.
ثم سُجن مجددًا في أثناء حملة الاعتقالات التي قادها جمال عبد الناصر على الشيوعيين في عهد الوحدة السورية المصرية. وأُطلق سراحه عام 1961، فسافر إلى موسكو للاستشفاء والدراسة في مدرسة الحزب العليا، ثم عاد إلى سورية عام 1964.
في أوائل 1965 تزوَّج من رفيقته في الحزب الدكتورة أسماء الفيصل التي سُجنت أيضًا في عهد حافظ الأسد مدَّة سنتين.

### الحزب الشيوعي السوري
انتُخب في المؤتمر الثالث للحزب الشيوعي السوري عام 1969عضوًا في المكتب السياسي، ولكن سَرعان ما ظهرت الخلافاتُ بينه وبين الأمين العام للحزب خالد بكداش حول العديد من القضايا الفكرية والسياسية والتنظيمية، وأهمها العلاقة مع الإتحاد السوفيتي والوحدة العربية والقضية الفلسطينية.
في العام 1972 اختلف الترك مع خالد بكداش أمين الحزب الشيوعي السوري عندما أراد بكداش انضمامَ الحزب إلى الجبهة الوطنية التقدمية، تحالف الأحزاب الذي شكله حافظ الأسد بعد تسلُّمه مقاليد الأمور. قام الترك مع بقية الأعضاء المعارضين بتشكيل الحزب الشيوعي السوري المنشق (المكتب السياسي) عام 1973، الذي بقي معارضًا لنظام البعث خاصة بعد انخراطه في الحرب اللبنانية بدعم الأحزاب اليمينية في بداية تدخله. زادت معارضة الترك والمكتب السياسي لسياسات النظام في تعامله مع أزمة الإخوان المسلمين وأحداث حماة وحلب وجسر الشغور في بدايات الثمانينيات.
منذ 28 أكتوبر 1980 إلى 30 مايو 1998 أمضى الترك حياته سجينًا سياسيًّا في ظروف اعتقال مُريعة في السجون السورية.
ثم أعيدت تسميةُ الحزب في العقد الأول من القرن الحادي والعشرين بحزب الشعب الديمقراطي السوري.
وكان من عرَّابي إعلان دمشق، وهو بيان تبنته جماعاتٌ معارضة سورية عام 2005 يطالب بـ «تغيير ديمقراطي جذري» في البلاد.

## وفاته
توفي رياض الترك في العاصمة الفرنسية باريس يوم الاثنين 19 جُمادى الآخرة 1445هـ الموافق 1 يناير (كانون الثاني) 2024م، عن عمر ناهز الرابعة والتسعين.

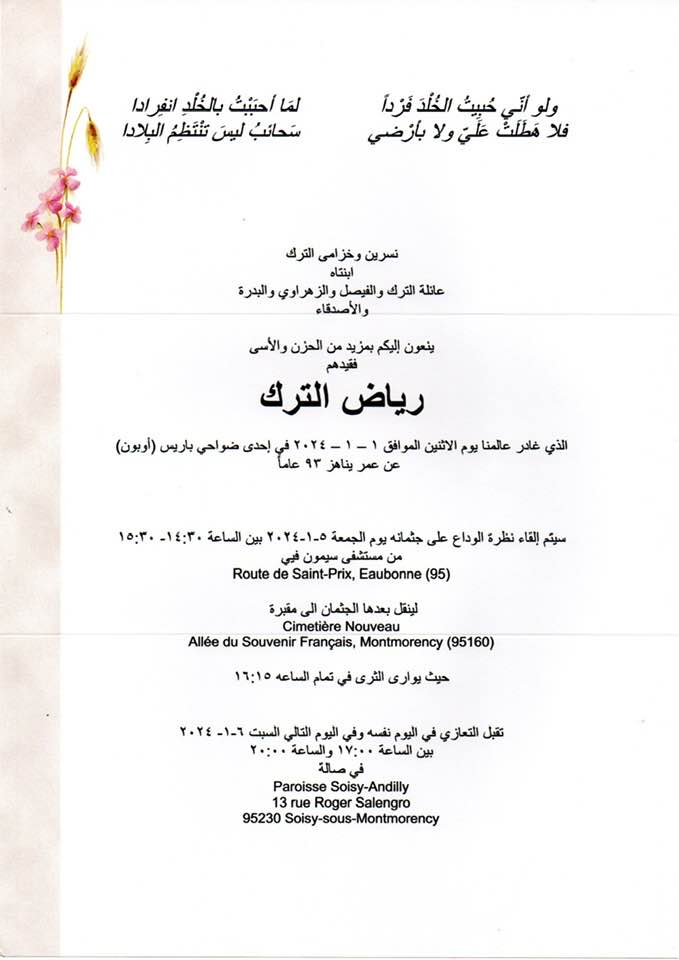
ورقة نعي  رياض الترك، وفيها مكانُ وفاته في باريس وموقعُ مَدفنه

## وصلات خارجية
- "المشهد" مع المعارض السوري رياض الترك، حاورته جيزال خوري
- رحيل المناضل والمعارض السوري العتيق رياض الترك ماذا تعرف عنه؟ | سوريا اليوم
- (ابن العم) الفيلم الممنوع عن رياض الترك و زنزانة حافظ الأسد الانفرادية| #منع_من_النشر
- القصة الكاملة للمناضل السوري القديم "رياض الترك" المعروف بـ"ابن العم"
- قضى عشرين عامًا في سجون الأسد ودفع ثمنًا غاليًا لكلمة الديكتاتور .. ما قصة مانديلا السوري رياض الترك؟